# Состояние вооружённых сил Пруссии на начало Австро-прусско-итальянской войны

Военный флаг Прусского королевства.

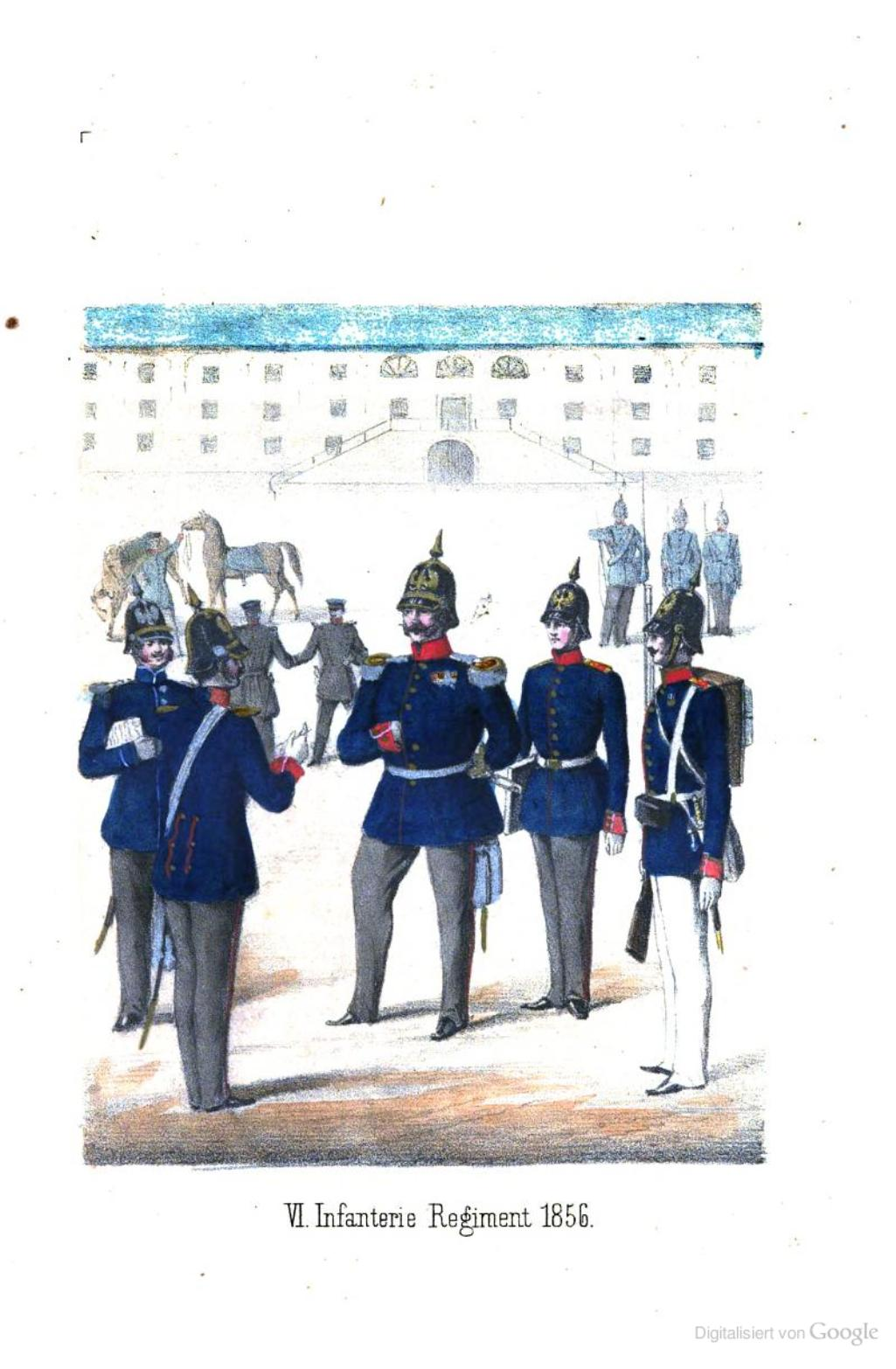
6-й прусский пехотный полк, 1856 год.

Состояние Вооружённых сил Пруссии на начало Австро-прусско-итальянской войны — положение и состав войск и сил Вооружённых сил Прусского королевства на начало Австро-прусско-итальянской войны.

Прусское королевство, к моменту объявления войны, могло выставить:
- пехоты — 450 батальонов и 10 рот;
- конницы — 348 эскадронов;
- артиллерии — 9 полевых полков и 9 запасных;
- технических войск 9 батальонов, 11 рот и три отделения; прибавляя сюда крепостные команды, обозные батальоны (части ландвера и ландштурма не предполагалось формировать);
- Итого 660 000 человек, при 1 008 орудиях; из них в строю было 600 000 человек, а в полевом войск — 334 784 человек[1].

## Вооружённые силы

### Армия

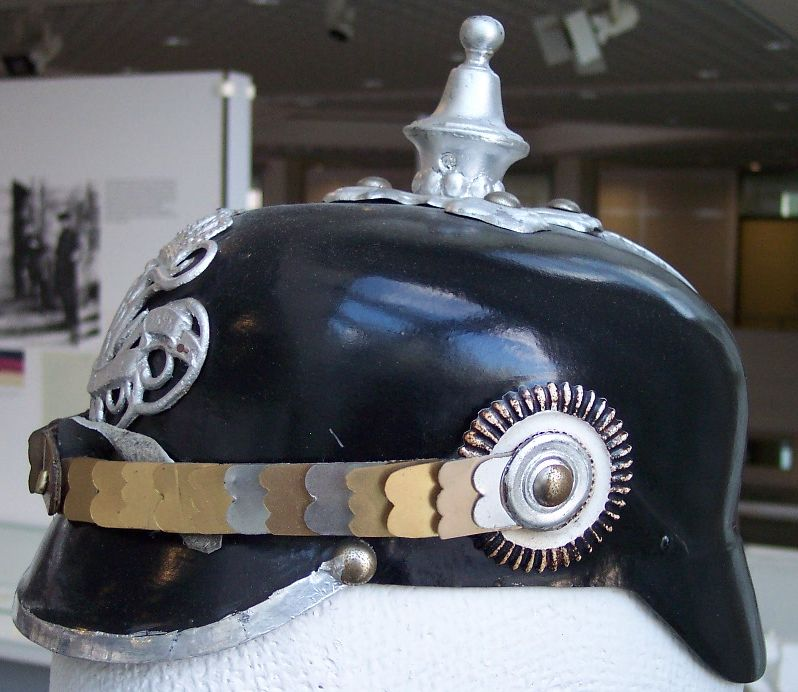
Остроконечная каска (Pickelhaube) (здесь) прусской полиции. Её остриё использовалось для защиты пехотинцев от ударов саблей кавалерии. Введённая в 1842 г., она использовалась вплоть до Первой мировой войны.

Ввиду территориальной системы мобилизации Пруссия имела выигрыш в несколько недель в отношении мобилизации по сравнению с Австрийской империей, в которой полки были расположены, по соображениям внутренней политики, возможно далеко от территории комплектующей их национальности. Поэтому Австрия и при нежелании вступить в войну была вынуждена заблаговременно приступить к мобилизационным мероприятиям. Прусская пресса раздула в огромной степени усиление австрийских войск в Богемии; 28 марта Пруссия приступила к усилению наличного состава батальонов пяти дивизий, расположенных близ саксонской и австрийской границ, с 530 человек на 685 человек. В дальнейшем последовали закупки лошадей для полевой артиллерии. После начала всеобщей мобилизации в империи, прусский король всё ещё сопротивлялся мобилизации прусской армии. Только последовательно, 3, 5 и 12 мая Мольтке и Бисмарк вырвали у него указы по мобилизации, в три приёма охватившие всю прусскую армию.
Х. Мольтке предлагал дать будущей войне ярко наступательный характер, начать военные действия без малейших дипломатических предостережений, использовав полную военную неготовность противников Пруссии. Среди глубокого мира немобилизованные прусские войска должны были ворваться в союзную крепость Майнц и разоружить составлявшие её гарнизон австрийские и союзные войска. Одновременно, в первый же день мобилизации, прусские войска должны были с разных сторон вторгнуться в независимое королевство Саксония, захватить врасплох в их казармах немобилизованные саксонские войска и, только покончив с ними, приступить к мобилизации; закончив последнюю, две армии — 193 000 и 54 000 человек — должны были вторгнуться в Богемию и разгромить австрийскую армию ещё прежде, чем она могла бы собраться.
В течение всей войны пруссаки мобилизовали 664 000 человек. Все части постоянной армии получили боевое назначение на фронт; сверх того из 116 батальонов ландвера (по 1 002 человека), образовавшего гарнизон крепостей, 30 батальонов были притянуты для второстепенных активных операций. На каждый полевой трехбатальонный полк был сформирован четвёртый запасный батальон в 800 человек, наполовину из рекрут, наполовину из запасных, получивших уже военную подготовку. Всего было сформировано 129 запасных батальонов, из коих 48 батальонов были привлечены к службе на второстепенных театрах. Из ландвера и запасных батальонов, в дополнение к имевшимся армейским корпусам, было сформировано два резервных корпуса. Только перемирие воспрепятствовало вступлению их в бой. Таким образом за 334-тысячной полевой армией Пруссии находилось свыше 300 тыс. второлинейных войск.

### Флот
Тем не менее, по крайней мере в 1860-х годах, производителям брони удавалось держать марку, и броненосцы по-прежнему были малоуязвимы для бронебойных и разрывных снарядов. К. И. Гамильтон.
В начале датской войны 1864 военный флот Пруссии располагал лишь двумя кораблями с опытными командами — «Арконой» (нем. Arcona) и 19-пушечным корветом «Нимф» (нем. Nymphe), частично укомплектованным моряками с «Ниобе» (нем. Niobe), выведенной из состава флота. Этим отрядом командовал капитан Эдвард фон Яхманн, державший свой флаг на 30-пушечном пароходофрегате «Аркона», способном развивать скорость до 12 узлов.
Во время перемирия пруссаки закупили несколько строящихся для Конфедерации кораблей. Это были «Принц Адальберт» (нем. Prinz Adalbert) — броненосный таран, однотипный со «Стоунуоллом», и два паровых корвета — «Августа» (нем. Augusta) — бывшая «Миссисипи», и «Виктория» (нем. Victoria) — бывшая «Луизиана».
После окончания перемирия на Балтике состоялась ещё одна битва — 23 июля при Хиддензее. В целом, война на Балтике была закончена, и прусский флот мог вполне справедливо гордиться тем, как вёл войну.